# Hans Maurer (Politiker, 1933)
Hans Maurer (* 3. Mai 1933 in Neuendettelsau) ist ein deutscher Politiker (CSU) und war von 1990 bis 1993 der Bayerische Staatsminister für Ernährung, Landwirtschaft und Forsten.

## Leben
Hans Maurer wurde als Sohn eines Landwirts geboren. Vor seiner politischen Karriere war er als Hauptschullehrer tätig. Von 1994 bis 2004 war er 1. Vorsitzender der Arbeitsgemeinschaft Landwirtschaftliches Bauen.
Vom 1. Januar 1999 bis zum 31. Dezember 2010 bekleidete er das Amt des Vorstandsvorsitzenden der Bayerischen Landesstiftung in München.

## Partei
- Kreisvorsitzender der Jungen Union im Landkreis Ansbach von 1961 bis 1970.

- Ab 1970 war Hans Maurer für 28 Jahre Mitglied des Bayerischen Landtags und wurde in dieser Zeit 1984 zum stellvertretenden Fraktionsvorsitzenden der CSU gewählt.

## Öffentliche Ämter
- Dem Bayerischen Landtag gehörte Hans Maurer von 1970 bis 1998 an.

- Im Jahr 1986 wurde er zum Staatssekretär im Bayerischen Staatsministerium für Unterricht und Kultus berufen. 1987 wechselte er in das Ministerium für Ernährung, Landwirtschaft und Forsten.

- In der Legislaturperiode 1990–1993 war Hans Maurer Bayerischer Staatsminister für Ernährung, Landwirtschaft und Forsten.

## Auszeichnungen
- Ehrenbürger der Regierungshauptstadt Ansbach und der Gemeinde Adelshofen, Landkreis Ansbach
- Ehrenvorsitzender des Kreisverbandes Ansbach-Land der CSU
- Ehrenmitglied der Bayerischen Akademie Ländlicher Raum
- Bayerischer Verdienstorden (1980)
- Bayerische Verfassungsmedaille in Silber (1984)
- Bundesverdienstkreuz 1. Klasse (1988)
- Bayerischer Bierorden (1992)
- Großes Bundesverdienstkreuz (2003)